# Laphria
Laphria är ett släkte i familjen rovflugor.
De hittas ofta sittande i soliga barrskogar på stammar, timmer och vedupplag. Kroppen är grovt byggd och ragghårig. Den når en längd på 29 millimeter. Hårbeklädnadens färg växlar hos i Sverige levande arter i svart, grått, gult och rött. När de jagar håller de bytet med sina starkt ludna ben.